# 뷰티풀 라이프 (잡지)
《뷰티풀라이프》는 절대교감에서 발행하는 반년간 BL 만화 잡지이다. 2007년 12월 27일에 제1호가 발행되었다. 19세 미만 구독 불가이다. 참고로 2008년 가을호는 출판사의 계간 작가주의 순정 만화 잡지 《그루》의 창간으로 인하여 나오지 않았다.

## 주요 참여 작가
- 김보현
- 나예리
- 박설아
- 변천
- 심혜진
- 양여진
- 오은지(도짱)
- 이정아
- 전유호
- kine(카인, 이선영)
- 톰톰

## 수록 작품 목록
| - 특집 : 소꿉친구 남고생 - 《안아드립니다》 (톰톰) - 《네 원수를 사랑하라》 (박설아) - 《Marry Me?》 (변천) - 《Ghost》 (전유호) - 《Beautiful Love》 (오은지) - 《소야곡(小夜曲)》(小夜曲) 제1부 (양여진) - 《Platinum Flower》 제1부 (심혜진) - 《무사귀환 지점》 제1부 (나예리)          | - 특집 : Morning After... - 《병장님께 충성!》 (오은지) - 《Deep Bloody Night》(kine) - 《Limited Time》 (톰톰) - 《유일무이》 (전유호) - 《맷집 가득히 사랑을 담아》 (글 : 이민정, 그림 : 김보현) - 《침입자》 (전유호) - 《소야곡(小夜曲)》 제2부 (양여진) - 《Platinum Flower》 제2부(완결) (심혜진) - 《무사귀환 지점》 제2부(완결) (나예리) - 《취향 Talk》 (톰톰) |
| - 특집 : 제복 - 《여름》제1부 (이정아) - 《coffee break》 (김보현) - 《묘약》 (전유호) - 《WONDER the Universe》 (오은지) - 《소야곡(小夜曲)》(小夜曲) 제3부 (양여진) - 《여름》제1부 (이정아) - 《우리 강아지》 제1부 (톰톰) - 제1회 〈뷰티풀 라이프〉 공모전 - 당선작 : 《Desire》 (채은) | |